# Onorificenze della Repubblica Centrafricana
Elenco delle onorificenze e degli ordini di merito e cavallereschi distribuiti di Repubblica Centrafricana.

## Onorificenze
| Nastro | Onorificenza                                |
| ------ | ------------------------------------------- |
|        | Ordine al merito                            |
|        | Ordine di Riconoscimento                    |
|        | Ordine dell'Operazione Bokassa              |
|        | Ordine delle Palme Accademiche              |
|        | Ordine al merito dell'agricoltura           |
|        | Ordine al merito postale                    |
|        | Ordine al merito industriale ed artigianale |
|        | Ordine al merito commerciale                |

## Medaglie militari e di benemerenza
| Nastro | Onorificenza                           |
| ------ | -------------------------------------- |
|        | Croce al valore militare               |
|        | Medaglia al coraggio ed alla devozione |
|        | Stella al merito militare              |
|        | Medaglia d'onore della polizia         |
|        | Medaglia al lavoro                     |
|        | Medaglia d'onore alle madri            |
|        | Medaglia al merito dello sport         |